# Fopius longiexsistens
Fopius longiexsistens är en stekelart som först beskrevs av Fischer 1978.  Fopius longiexsistens ingår i släktet Fopius och familjen bracksteklar. Inga underarter finns listade i Catalogue of Life.